# Кравчук Олександр Леонідович
Олекса́ндр Леоні́дович Кравчу́к (21 липня 1959) — український підприємець, син колишнього Президента України Леоніда Кравчука і Антоніни Михайлівни Кравчук.

## Основні дані
З іменем Олександра Кравчука пов'язують діяльність ДП «Нафком-Агро» — компанія має близько 200 тисяч га у Вінницькій, Полтавській, Сумській і Чернігівській областях і входить до першої 5-ки найбільших землевласників України.

## Спортивно-організаційна діяльність
Був президентом футбольного клубу «Нафком» (Бровари), що виступав у першій і другій лігах України. У березні 2009 року з'явилася інформація, що Кравчук продав клуб новим власникам за символічну ціну — 1 гривню.